# Verwaltungsgemeinschaft Hengersberg
Die Verwaltungsgemeinschaft Hengersberg im niederbayerischen Landkreis Deggendorf wurde im Zuge der Gemeindegebietsreform am 1. Mai 1978 gegründet. Ihr gehörten ursprünglich die Marktgemeinde Hengersberg sowie die Gemeinden Auerbach und Niederalteich an.
Die Gemeinde Niederalteich wurde zum 1. Januar 1986 aus der Verwaltungsgemeinschaft entlassen und richtete eine eigene Verwaltung ein.
Mit Wirkung ab 1. Januar 1990 wurde die Körperschaft aufgelöst, Hengersberg und Auerbach sind seither ebenfalls Einheitsgemeinden.